# 青木莉子
青木 莉子 (あおき りこ、1986年7月4日 - ) は、日本のAV女優、元グラビアアイドル。神奈川県出身。ティーパワーズ所属。

## 略歴
- 2007年11月、「片岡さき（かたおか さき）」名義で着エロアイドルとしてデビュー。
- 2008年、TV番組「おねがい!マスカット」に出演。
- 2009年1月、「93cmHカップ現役アイドルAVデビュー!! 片岡さき」でAVデビュー。
- 2009年4月から事務所移籍などの理由で「桜まい（さくら まい）」に改名 。
- 2010年2月からティーパワーズに移籍し、「青木莉子」に改名。
- 趣味:音楽鑑賞、ショッピング。
- 特技:バレーボール、料理、書道。

## 作品

### イメージビデオ
※ AV女優の小森もものイメージビデオも同時期に同名義でリリースされているので注意

#### 「片岡さき」名義
2007年
- AV寸前!（11月25日、コンセント）

2008年
- 現役アイドル高級ソープ体験（1月25日、コンセント）
- 極悶（4月11日、心交社）
- see-through（6月25日、Air control）
- see-through+（11月25日、Air control）

#### 「桜まい」名義
2009年
- エロキュート（6月29日、オルスタックピクチャーズ）

#### 「青木莉子」名義
2010年
- 痴漢（秘）劇場 淫らな指使い…（7月2日、竹書房）
- 義母（秘）劇場 淫妻の秘め事…（11月5日、竹書房）

### アダルトビデオ

#### 「片岡さき」名義
2009年
- 93cmHカップ現役アイドルAVデビュー!!（1月7日、プレミアム）
- Hカップ現役アイドルのパイズリとセックス。（2月7日、プレミアム）
- PREMIUM STYLISH SOAP 〜プレミアムソープへようこそ!〜（3月7日、プレミアム）
- Hcup凌辱オナペット女教師（4月7日、プレミアム）
- 完全攻略!93cmHカップ×現役アイドル片岡さきスペシャル!（5月7日、プレミアム）
- ザーメン・グリッター03（6月7日、プレミアム）
- 哀願イラマチオ3（7月7日、プレミアム）
- 初めての、黒人とFUCK（8月7日、プレミアム）
- BEST 8時間 プレミアム（12月7日、プレミアム）

#### 「桜まい」名義
2009年
- 素人猥写 十六人目（10月9日、プレステージ）- ※綾香 名義
- E-BODY（11月13日、E-BODY）
- 違法撮影 No.2（12月18日、アテナ映像）

2010年
- 女医（2月12日、LEO）

#### 「青木莉子」名義
2010年
- ROOKIE'S（2月12日、マックス・エー）
- MAX GIRLS 26 ナース×ストッキング（2月12日、マックス・エー）
- OL STYLE（3月12日、マックス・エー）
- MAX GIRLS 27 OL×本番（3月12日、マックス・エー）
- 女教師狩り in 青木莉子（4月9日、マックス・エー）
- MAX GIRLS 28 家庭教師のお姉さんが教えてあげる（4月9日、マックス・エー）
- WATER POLE 91（5月12日、プレステージ）
- 働くオンナ VOL.65（5月21日、プレステージ）
- 働くオンナ斬り 5（6月2日、プレステージ）
- エロ一発妻 〜AVに応募してきた主婦たち48〜（7月7日、プレステージ） - 飯田 寛子（仮名）
- 家庭教師 オトナの誘惑 LADY BLUE（8月7日、BeFree）
- 夫の目の前で犯されて - 訪問強姦魔 -（9月7日、アタッカーズ）
- 同窓生 再び出会った憧れの君を…（10月7日、アタッカーズ）
- 奴隷ソープに堕ちた姉妹（11月7日、アタッカーズ）
- 女湯に乱入された妻（12月1日、ムーディーズ）

2011年
- 私、犯されました…夫の目の前で（1月20日、ヒビノ）
- 美乳SOD女子社員に下された（恥） おっぱい丸出し クールビズ大作戦（プロジェクト）（8月20日、SODクリエイト）

2012年
- ATTACKERS やめて、離して…-ファーストレイプ集- （8月7日、アタッカーズ）

## 出演

### テレビ
- おねがい!マスカット (2008年4月-12月、テレビ東京)
- お姉さん★セクシーClub(MONDO21)
- 勝利の女神〜3rdSTAGE〜#15 (千葉テレビ)
- スーパースク水温泉#9 (エンタ!371)
- 制服パンチラLOVEPOP#10,11,16 (エンタ!371)
- 栞と紙魚子の怪奇事件簿 (日本テレビ)

### その他
- カルラレーシングチーム（2007年、スーパー耐久）
- マイコうそみたい（2007年9月1日、TMC） - 先生役